# Základní škola Mříčná
Základní škola a Mateřská škola Mříčná je školské zařízení v obci Mříčná na Jilemnicku, okres Semily. Jde o trojtřídní školu pro žáky 1. – 5. ročníku, součástí je i školní družina a školní jídelna.

## Historie

### Staré školské objekty
Před rokem 1730 byla vystavěna první školní budova v obci (dnešní čp. 74 pod silnicí na Peřimov). K výuce zde byla uzpůsobena jedna větší místnost, sloužící zároveň jako bydlení pro rodinu učitele. Roku 1774, v souvislosti s reformou Marie Terezie, byla přistavěna jedna místnost – reforma totiž zapověděla využívání vyučovacích místností pro jiné účely. Aby škola zvládla rostoucí počet žáků, byla tato roubenka roku 1797 rozebrána a nahrazena novou zděnou budovou, opět s jednou místností vyučovací a druhou sloužící jako obydlí učitele.
Poté, co vstoupily v platnost zemské zákony omezující počet žáků ve třídách, musela být zřízena druhá učebna – od roku 1872 sídlila v blízkém čp. 72 (na dnešní křižovatce k Jilemnici). Třetí a čtvrtá třída byly zřízeny výnosem zemské školní rady roku 1878, třetí třída byla umístěna do čp. 65 (v horní části obce) a čtvrtá třída nalezla své místo v sále hostince Na Kovárně (pod čp. 72, zbořeno roku 1982).

### Dnešní školní budova
Výše uvedený stav byl nepřijatelný a neudržitelný, proto roku 1885 místní školní rada rozhodla o přípravě stavby nové školní budovy. Plány dodal stavitel Pošepný z Jilemnice, stavba započala ještě téhož roku a během dvou let byla dokončena. Náklady dosáhly výše 20 256 zlatých a 45 krejcarů. Budova měla v přízemí jednu učebnu, byt školníka a byt řídícího učitele, v prvním patře tři učebny, ve druhém patře tři malé byty učitelů.
Dnešní školní budova byla vysvěcena a slavnostně předána do užívání 28. 9. 1897, na svatého Václava, patrona obce.
Až do roku 1918 se vyučovalo ve všech čtyřech učebnách, poté byl další reformou snížen počet žáků i tříd a do uvolněných prostor se dočasně nastěhoval obecní úřad, místní knihovna a později i kampelička. Ve 30. letech se vážně uvažovalo o výstavbě měšťanské školy pro žáky z Mříčné, Peřimova a Kundratic, v roce 1937 se však o nové škole nerozhodlo a další snahy zhatila jak II. světová válka, tak poválečný odchod téměř poloviny mříčenských obyvatel do opuštěného pohraničí – tím se původně uvažovaný obvod s bezmála 2400 obyvateli zmenšil na cca 1500 osob a úvahy o vlastní střední škole vzaly zasvé.
Po roce 1945 odešla více než třetina obyvatel obce do československého pohraničí osídlit vylidněné oblasti po odsunu sudetských Němců. Protože šlo převážně o mladé rodiny, klesl velmi rychle i počet dětí (pouze 27 žáků k 31. 12. 1945) a v roce 1947 tak byla škola zredukována na dvoutřídku (pouze 19 žáků), v roce 1950 dokonce pouze na jednotřídku pro 23 žáků v pěti ročnících. Ani v následujících letech se tyto počty nijak výrazně nezvyšovaly a pohybovaly se okolo 20–30 žáků, v letech 1954 až 1969 ve dvou třídách, poté znovu jen v jedné.
V roce 1950 konstatuje nově jmenovaný ředitel školy Blahoslav Křížek, že školní budova je naprosto zchátralá a je to „pravděpodobně nejhorší budovu na Liberecku“ (z čehož celkem oprávněně vinil předchozí ředitele i místní občany): silně poškozenou břidlicovou střechou zatékalo do učeben, kvůli strhaným okapům tekla voda po fasádě a omítka včetně štukové výzdoby se trhala, do zadního traktu budovy vzlínala vlhkost z přímo sousedící žumpy a přízemní byt byl kvůli tomu neobyvatelný... Mladý energický ředitel zajistil obratným jednáním na ONV Jilemnice i KNV Liberec úvěr ve výši 100 000 Kčs, aby už v únoru 1951 byla položena nová eternitová střecha, a díky nové půjčce na dalších 100 000 Kčs + výnosu obecní sbírky přes 37 000 Kčs + tisícům hodin brigádnické práce byl v létě téhož roku zrekonstruován vchod a opraveny interiéry, na podzim byly provedeny nové omítky a odizolována část budovy proti vlhkosti ze žumpy.
Až roku 1955 se podařilo v budově vybudovat vodovod a splachovací záchody díky tomu, že ke školní studni bylo připojeno automatické čerpadlo, a roku 1971 byl tento zdroj nahrazen přepojením na obecní vodovod. Stará studna před školou tedy přestala být používána, ruční pumpa postupně ztratila funkčnost a po roce 1995 byla i se studnou zlikvidována. Nový vodovod posléze sloužil bez problémů až do 1. 1. 1979, kdy v důsledku náhlých silných mrazů v nevytápěné budově zamrzl a popraskal – tyto staré trubky však nebyly vysekány, ale byly nahrazeny povrchově vedeným „provizoriem“ zčásti sloužícím dodnes.
V roce 1976 klesl počet žáků na pouhých 13 ve čtyřech ročnících jednotřídky a škole tak vážně hrozilo zrušení. Takové rozhodnutí se však podařilo zvrátit i díky plánovanému zrušení podobně málo obsazené školy ve vedlejším Peřimově, proto ONV Semily naopak rozhodl o nové důkladné rekonstrukci budovy (i když ji pak organizačně komplikovaly časté personální změny) a v letech 1979–1980 proběhla výrazná modernizace: kompletní podřezání a odizolování budovy, kompletní nová elektroinstalace, na místě bývalého bytu v přízemí vznikla moderní školní jídelna s kuchyní i místnost pro školní družinu. Po zrušení peřimovské školy byla v roce 1980 většina tamních dětí (včetně ředitelky) převedena do Mříčné, díky tomu se zvýšil počet žáků na 35 a později až na 46, proto mohl být obnoven provoz v režimu dvoutřídky.
Roku 1982 pokračovala rekonstrukce další etapou, namísto kamen na uhlí se ve všech místnostech objevila samočinná akumulační kamna a většina dožilých dřevěných oken byla vyměněna za moderní výklopná. ONV Semily vzápětí povolil provést nástavbu budovy pro plánovanou mateřskou školu, už na podzim 1983 byla proto nad bočními trakty budovy vztyčena ocelová nosná konstrukce nové střechy, v roce 1984 vyzděny nové obvodové stěny a položena nová měděná střecha, v roce 1985 nanesena nová fasáda s brizolitovou omítkou, k úplnému dokončení přestavby došlo v létě 1988.
Na přelomu 80. a 90. let dokonce v budově hostovala jedna ze tříd jilemnických základních škol, které byly přeplněné.
Od roku 1995 je součástí školy i mateřská škola, která v obci dosud chyběla. Ale už roku 1996 celé škole znovu hrozilo zrušení, protože ZŠ navštěvovalo pouze 12 dětí (zákonný limit byl 13 žáků). Po jednání s Okresním úřadem Semily a složením obecní dotace se provoz podařilo zachovat.

## Současnost
Od 1. ledna 2003 má škola právní subjektivitu (IČO: 70698112). K 31. říjnu 2005 byla zřízena tříčlenná školská rada, která se schází 2× ročně.
Děti pocházejí většinou ze Mříčné, ale dojíždějí i děti z Peřimova a Horní Sytové.
V budově se nacházejí čtyři učebny, obecní knihovna a zázemí pro MŠ včetně samostatné ložnice.
Dětský altánek na školní zahradě byl pořízen z finančního daru paní Marie Geislerové-Tomíčkové.

## Významné osobnosti
Jedním z nejvýznamnějších učitelů byl Josef Řehoř – duše spolkového a společenského života obce. Za jeho působení ve funkci řídícího učitele měla škola v obci o 1450 obyvatelích dokonce 220 žáků.
V celé ČR je však patrně nejznámější Jan Buchar (1859–1932), znalec Krkonoš a propagátor lyžování a turistiky. Ve Mříčné učil po čtyři roky, poté se stal řídícím učitelem ve Štěpanicích.
Známý je také jeho synovec Jan Buchar (1895–1988), mříčenský učitel a později jilemnický řídící učitel. Poprvé zde působil od 1. 5. 1919 do 1. 9. 1925, poté od 1. 9. 1932 do 28. 2. 1940 – tehdy byl zatčen Gestapem a až do roku 1943 vězněn v různých koncentračních táborech, po propuštění se samozřejmě nemohl k profesi vrátit. Potřetí se na zdejší školu dostal od 1. 9. 1948 jako zatímní ředitel, dne 30. 9. 1950 jej pak KNV Liberec přeložil do trvalé výslužby.
Byl všestranně činný v divadelnictví a společenském životě obce, byl znám i jako výborný znalec a vypravěč krkonošského nářečí, který byl srovnatelný i s Zdeňkem Galuškou – nikdy se však nepodařilo zorganizovat veřejnou nahrávku z jeho vyprávění "poudaček", natož aby podle jeho tří povídkových knížek Co se kdy u nás šustlo (1977), Co se šustlo taky jinde (1980) a Bylo hůř a lidi nechválili (1984) natočila tehdejší normalizační Československá televize jakýkoliv seriál. Čtvrtý sborník Starý kantor vzpomíná se knižního vydání nedočkal.
Po II. světové válce se stal nejvýraznějším představitelem školství Blahoslav Křížek (1924 – ??), rodák z vedlejších Kundratic. Poprvé nastoupil už 15. 10. 1945 jako pomocný učitel 1. třídy tehdy dvoutřídní školy, poté ještě dva roky vyučoval ve sloučené jednotřídce jako učitel–čekatel. V listopadu 1947 složil zkoušku učitelské způsobilosti s vyznamenáním, ale vzápětí byl přeložen do Poniklé a až po absolvování vojenské služby se do Mříčné vrátil nastálo od 1. 10. 1950 jako učitel a ředitel v jedné osobě. Již krátce po nástupu donutil obec k rekonstrukci silně zchátralé budovy a školu provedl i těžkým obdobím 50. let, kdy počet žáků klesl k pouhým 20–25. Od školního roku 1952/53 se, jako první ředitel v jilemnickém okrese, odhodlal zavést rozšířený rozvrh hodin podle sovětského vzoru. Od školního roku 1953/54 byla škola opět rozšířena na dvoutřídní a Křížek se tak vrátil k výuce 1. + 2. ročníku. V následujících letech se Křížek zasazoval o stálá drobná vylepšování školy, i poté, co byla od školního roku 1968/69 opět zredukována na jednotřídku se čtyřmi ročníky. Kromě přímé pedagogické činnosti byl Křížek aktivní i společensky a politicky, už v roce 1945 se stal aktivním členem Sokola, od roku 1950 byl předsedou místní Osvětové besedy a členem výboru SRPŠ, v letech 1956–76 byl poslancem MNV, roku 1957 byl přijat do KSČ, od roku 1970 působil v místním SPOZ, za normalizace se stal roku 1971 lektorem ideově-politické výchovy učitelů a roku 1974 i lektorem večerní školy MěstV KSČ Jilemnice. Na slavnostním shromáždění v Krajské politické škole Hradec Králové pak Křížek, spolu s dalšími 15 významnými pedagogy, dne 26. 3. 1977 obdržel čestný titul Vzorný učitel z rukou ministra školství ČSR doc. Milana Vondrušky a v krajském deníku Pochodeň mu byl věnován článek „Člověk mezi lidmi“. Toho roku však své působení ve Mříčné ukončil a byl přeložen do Jilemnice.